# Deanovići
Deanovići su mjesto u Sisačko-moslavačkoj županiji, administrativno u sastavu grada Petrinje, smješteno južno od grada, na prometnici Petrinja - Hrvatska Kostajnica.

## Stanovništvo
Prema popisu stanovništva 2001. godine...
| broj stanovnika | 84    | 98    | 122   | 148   | 165   | 197   | 180   | 184   | 126   | 127   | 129   | 118   | 97    | 87    | 26    | 28    | 20    |
|                 | 1857. | 1869. | 1880. | 1890. | 1900. | 1910. | 1921. | 1931. | 1948. | 1953. | 1961. | 1971. | 1981. | 1991. | 2001. | 2011. | 2021. |

## Vanjske poveznice
- Službene stranice grada Petrinje
- Turistička zajednica grada Petrinje  Arhivirana inačica izvorne stranice od 20. svibnja 2008. (Wayback Machine)